# Cryptocloeus harpago
Cryptocloeus harpago är en insektsart som beskrevs av Marius Descamps 1980. Cryptocloeus harpago ingår i släktet Cryptocloeus och familjen gräshoppor. Inga underarter finns listade i Catalogue of Life.